# تپه میانگران ۱
تپه میانگران ۱ مربوط به اواسط دوران‌های تاریخی پس از اسلام است و در شهرستان ایذه، بخش مرکزی، دهستان حومه غربی، روستای میانگران علیا واقع شده و این اثر در تاریخ ۲۵ آبان ۱۳۸۷ با شمارهٔ ثبت ۲۳۷۸۰ به‌عنوان یکی از آثار ملی ایران به ثبت رسیده است.